# NGC 1096
NGC 1096 je galaksija u zviježđu Sat.

## Vanjske poveznice
- SEDS: NGC 1096